# Juan Carmona «Habichuela»
Juan Carmona Carmona, de nom artístic Juan Habichuela (Granada, Andalusia, 12 d'agost de 1933 - Madrid, 30 de juny de 2016), va ser un guitarrista gitano espanyol de flamenc.
Va pertànyer a una destacada dinastia flamenca iniciada pel seu avi, conegut com «Habichuela el Viejo» ((de qui va prendre el sobrenom), i continuada pel seu pare, José Carmona, i els seus tres germans, José Antonio Carmona "Pepe Habichuela" (1944), Carlos i Luis, tots guitarristes flamencs.
Va ser pare de Juan José Carmona Amaya "El Camborio" (1960) i Antonio Carmona Amaya (1965), els qui al costat de José Miguel Carmona Niño "Josemi" (fill del seu germà Pepe Habichuela) van integrar el reeixit grup musical de flamenc-fusió Ketama. El seu net Juan Torres Fajardo "Habichuela Nieto" (1988) va ser premi Bordón de Oro al Festival del Cante de las Minas de La Unión (Múrcia) en 2011.
Els seus inicis artístics van ser com a ballarí; més tard es va iniciar en la guitarra de la mà del seu pare i el guitarrista granadí conegut com Ovejilla. Molt jove es va traslladar a Madrid, on va actuar en diferents tablaos flamencs acompanyant a Gracia del Sacromonte i Mario Maya. Posteriorment es va unir a diferents companyies flamenques, en les quals va acompanyar a alguns dels més famosos cantaors del moment, com Manolo Caracol, Juan Valderrama, Fosforito, José Menese, Rafael Farina i Enrique Morente.
Des del 6 de juny de 2017, dona nom a un parc situat en el barri de Campamento, en el districte de Latina, de Madrid.

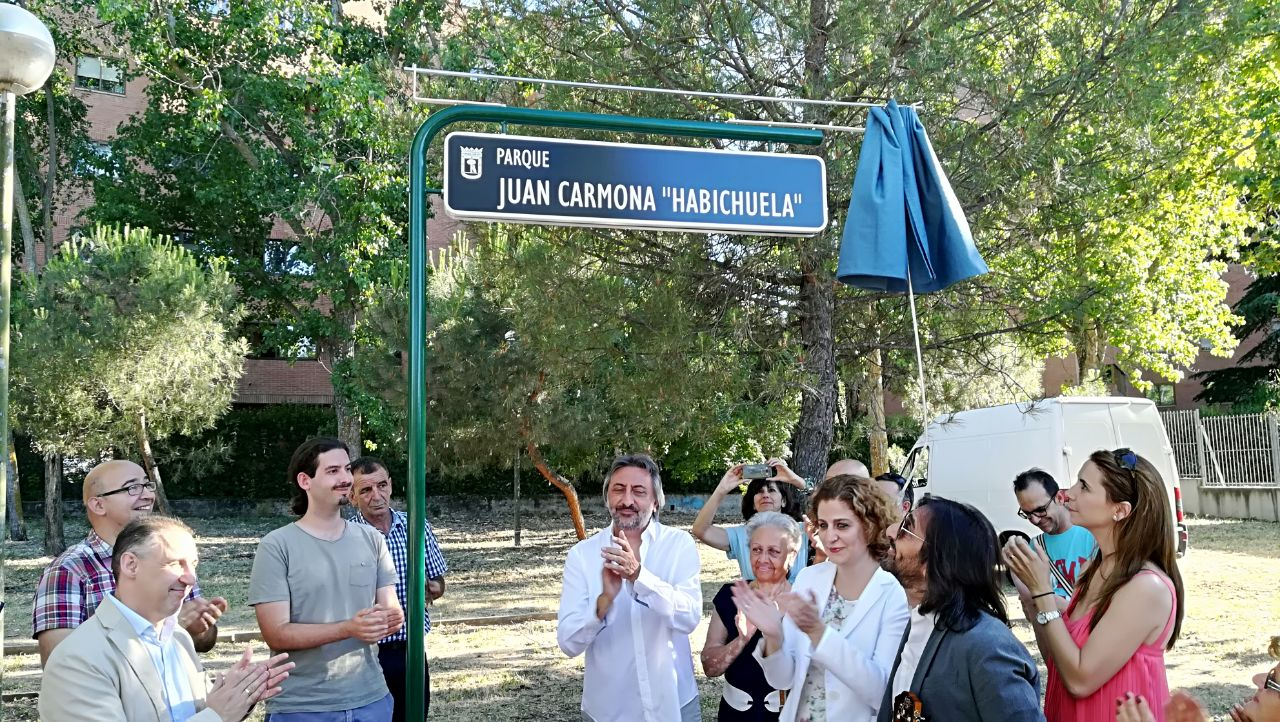
Juan Carmona (fill) (al centre) i el seu germà Antonio Carmona (en primer pla), en la inauguració del parc dedicat al seu pare.

## Discografia
- Habas contadas. Es tracta d'un disc doble recopilatori que està compost per 25 tocs gravats entre 1962 i 2007. Entre els cantaors als qui va acompanyar es troben Manolo Caracol, José Meneses, Curro Lucena, Chano Lobato, Rancapino i José Mercé.